# Краловець
Краловець (чеськ. Královec, до 1946 і Кенігшан) — село в окрузі Трутнов Краловецького краю. Має 189 жителів.

## Історія
Перша письмова згадка про село датується 1289 роком. До 1946 року село мало назву Кенігшан. Оскільки Краловец розташований на широкій Краловецькій сідловині, а не на вузькому проході, існували побоювання, що Гітлер атакує Чехословаччину головним ударом саме тут. Тому за кілька кілометрів було почато будівництво однієї з найбільших артилерійських фортець Штахельберг у Бабі, яка повинна була тримати під потенційно потужним вогнем всю площу сідловини.

## Транспорт
Через село проходить дорога I/16 з Трутнова на Польщу та II/300 на Жаклеру. Тут розташований колишній автомобільно-залізничний перехід кордону з Польщею. Обидва переходи мінімальним чином використовувалися до 1989 року. Навіть після інтеграції Чехії до Шенгенської зони вони все ще мають свої обмеження. Проїзд обмежено для вантажівок вагою до 9 тонн. Потяг проходить тут кілька разів на тиждень, переважно влітку. З чеського боку буде побудована автомагістраль D11 Jaroměř — Краловець.

## Орієнтири
- Костел Св. Яна Непомуцького
- Статуя Святого Яна Непомуцького
- Пам'ятник загиблим у Першій світовій війні роботи Еміля Швантнера

### Колишні пам'ятники
На південний схід від села, під пагорбом Краловецький Шпічак, була каплиця невідомого освячення та Хресна дорога. Від місця паломництва зберігся лише кам'яний хрест із Христом.

## Видатні вихідці
- Еміль Швантнер (1880—1956), чесько-німецький скульптор
- Екард Швобенський (1560—1595), римо-католицький священик

## Галерея

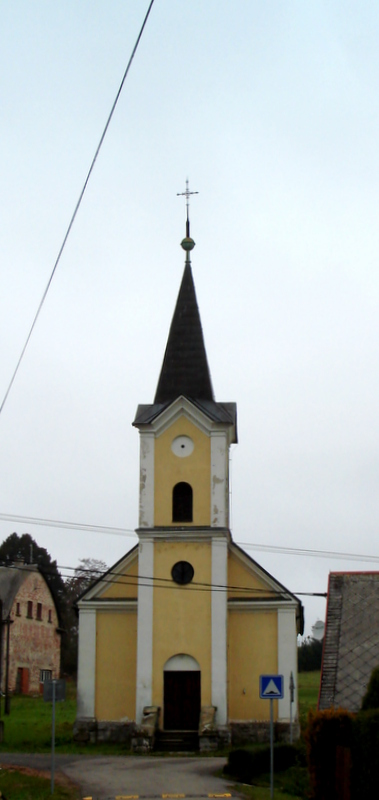
Церква св. Яна Непомуцького
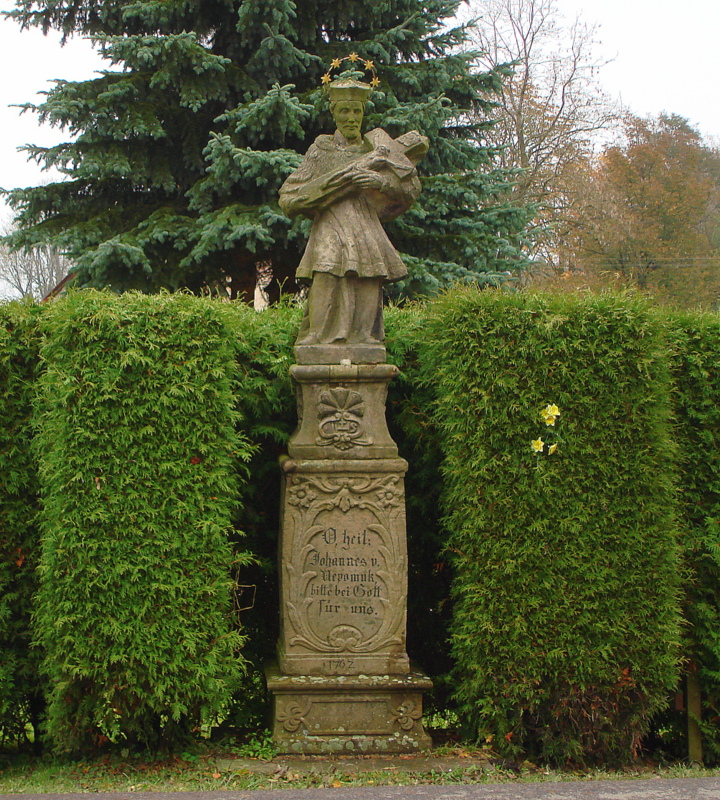
Статуя св. Яна Непомуцького
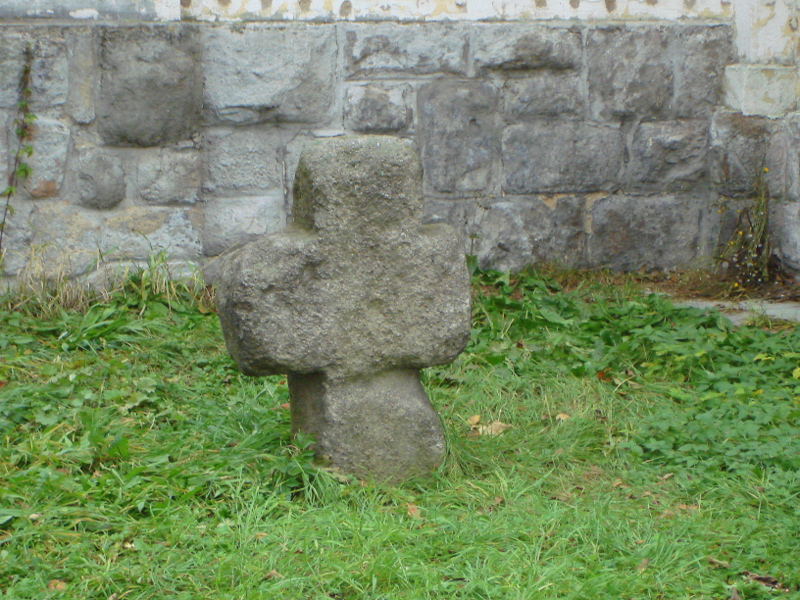
Хрест миру
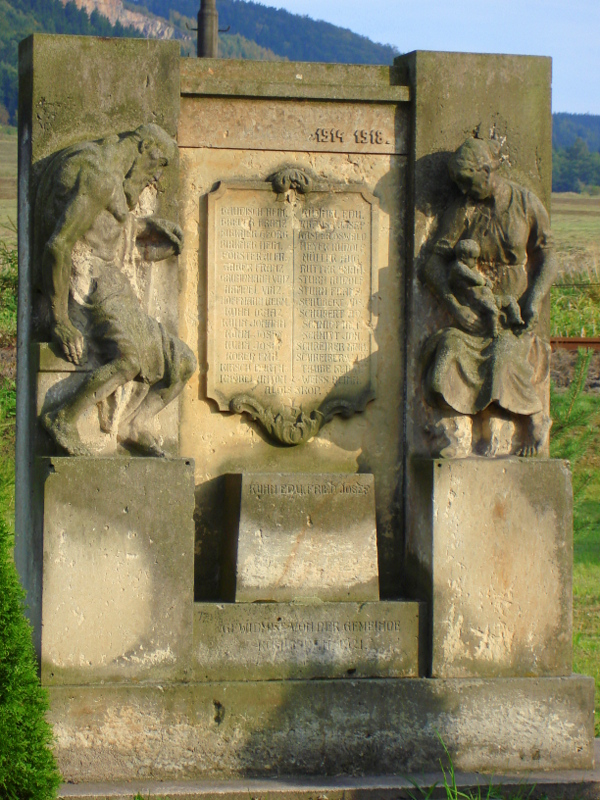
Пам'ятник полеглим в Першій світовій війні
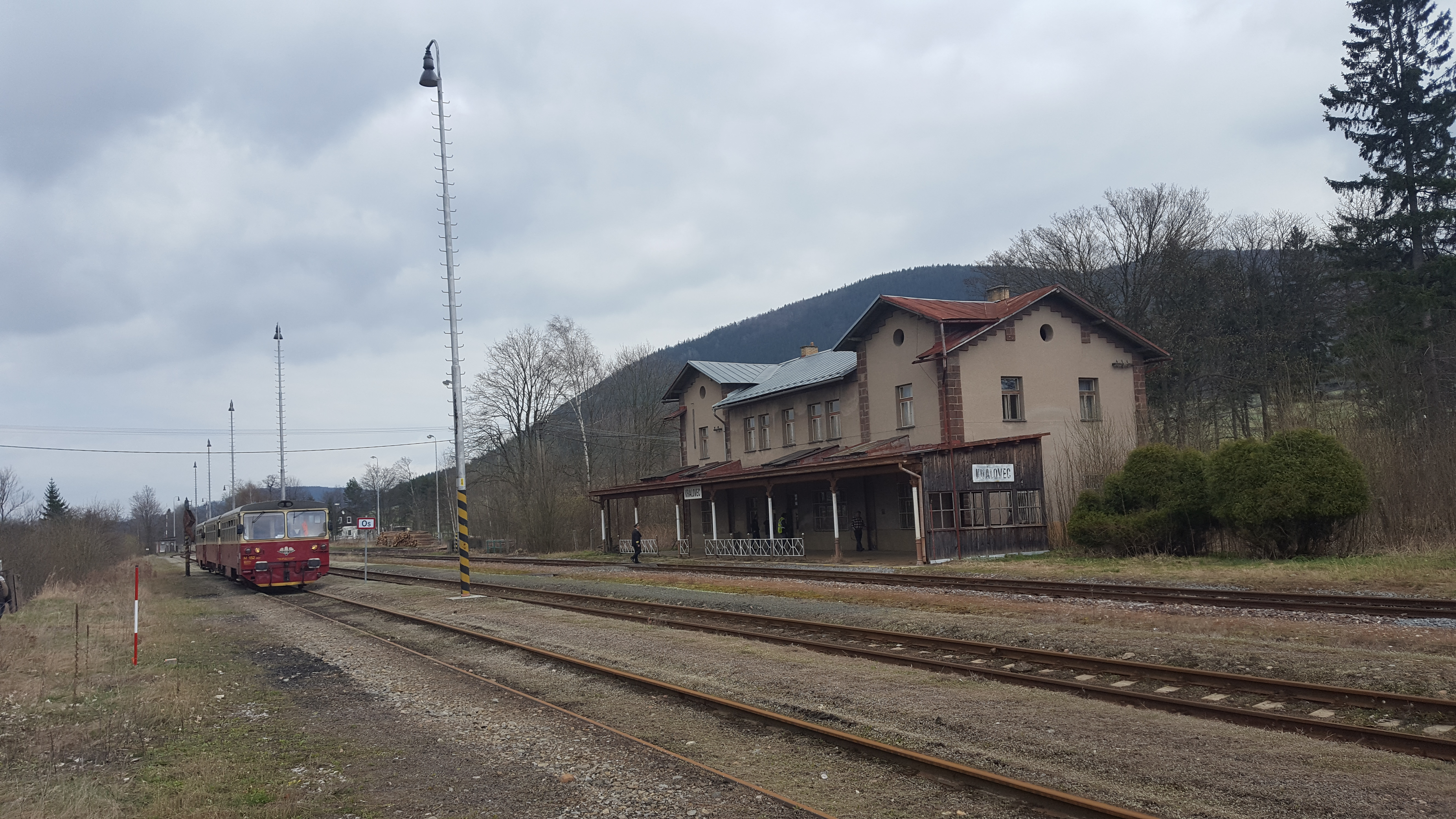
Залізнична станція
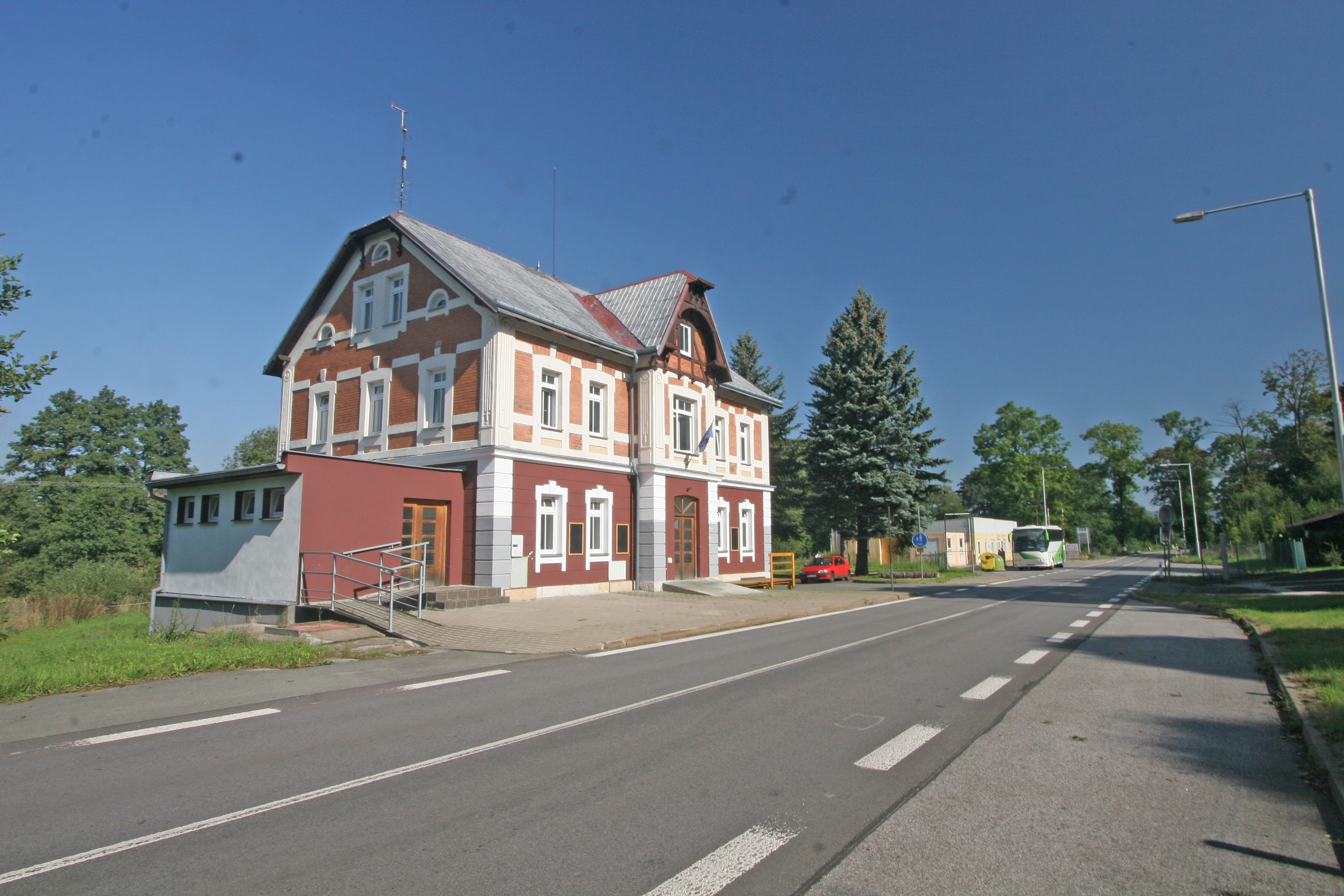
Прикордонний перехід Краловець-Любавка